# 51e bataillon de chars de combat
Le 51e bataillon de chars de combat (51e BCC) est une unité blindée de l'armée française, équipée de chars lourds. Elle est l'héritière du 51e bataillon de chars lourds, actif dans l'entre-deux-guerres et lui-même créé à partir du 511e régiment de chars de combat et du 551e régiment de chars de combat (511e RCC ou 511e RCL pour chars lourds). Le 51e BCC, recréé en 1939, a été détruit pendant la Seconde Guerre mondiale.

## Historique du551erégiment de chars lourds
En 1923, il regroupe les 10 chars FCM 2C du groupement lourd 3, anciennement à Châteaudun, et les chars Mark V* des groupements lourds 1 et 2. Les Groupements 1, 2 et 3 deviennent respectivement 1er, 2e et 3e bataillons du 551e RCC (ou RCL), qui prend garnison à Châlons-sur-Marne.

## Historique du51ebataillon de chars lourds
En février 1929, le 551e RCC et le 511e RCC sont dissous et forment le 51e BCL à Bourges. En 1936, à la suite du réarmement allemand, le 51e BCL, avec 3 chars lourds 2C, 12 chars légers FT et 4 chars B1, part à Verdun reformer le 511e RCC.

## Historique du51ebataillon de chars de combat

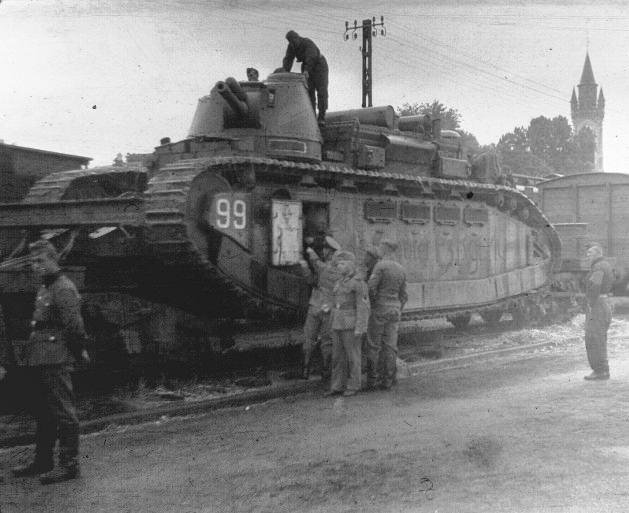
Le char FCM 2C no 99 capturé par les Allemands le 15 juin 1940.

Le 51e BCC est recréé en 1939 à la dissolution du 511e RCC. Il est placé sous le commandement du commandant Fournet et rattaché à la 3e armée. Il regroupe les chars lourds FCM 2C du 511e RCC. Les chars sont alors dépassés malgré leur apparente puissance. Seulement sept chars sont disponibles et le bataillon est organisé avec deux compagnies de trois chars, plus un char de commandement. Un huitième est remis en service en octobre.
En octobre 1939, le bataillon rejoint Briey puis il gagne le 10 mai 1940 Norroy-le-Sec et Joudreville quelques kilomètres au nord. Le 12 juin 1940, le 51e bataillon de chars stationné dans les bois au nord de Briey reçoit l'ordre de se replier vers le sud. La taille des FCM 2C nécessite leur transport par voie ferrée et deux convois sont formés à  la gare de Landres pour transporter le bataillon. Deux chars ont été perdus sur panne à Piennes (le no 92) et à Mainville (le no 95). Partant le 13 juin, le convoi est bloqué le 15 sur la ligne vers Culmont - Chalindrey et les chars sabordés.

## Étendard
Il porte, cousues en lettres d'or dans ses plis, les inscriptions suivantes :
- La Malmaison 1917
- Le Matz 1918
- Soissonnais 1918